# Live Wire
"Live Wire" is een single van de Amerikaanse meidengroep Martha & The Vandellas. Net als haar voorganger "Quicksand" werd ook "Live Wire" niet op een regulier studioalbum uitgebracht. Het verscheen echter wel op het album "Greatest Hits" van Martha & The Vandellas. Deze plaat verscheen wel meer dan twee jaar later dan de single. "Live Wire" kreeg haar plek op het album, omdat het een hit werd in de beginmaanden van 1964. Op de R&B-lijst behaalde namelijk met de #11 positie maar net de top 10 niet. In tegenstelling tot drie voorgaande singles bereikte "Live Wire" echter niet de top 40 op de poplijst van de Verenigde Staten. Daar had het namelijk een piek op de #42 plaats.
"Live Wire" was de vierde van vijf achtereenvolgende hitsingles van Martha & The Vandellas die door het succesvolle songwriterstrio Holland-Dozier-Holland werd geschreven. De andere vier waren op chronologische volgorde "Come and Get These Memories", "(Love Is Like A) Heatwave", "Quicksand" en "In My Lonely Room". "Live Wire" leek erg veel op "(Love Is Like A) Heatwave" en "Quicksand". Beide nummers bereikten in 1963 de top 10 van de Amerikaanse hitlijsten en zouden daarmee uiteindelijk tot de meest succesvolle singles van Martha & The Vandellas worden gerekend. Het nummer in kwestie leek niet alleen muzikaal, maar ook qua tekst veel op deze twee singles. Weer werd de geliefde van de vertelster, leadzangeres Martha Reeves in dit geval, vergeleken met een voorwerp dat ervoor zorgt dat zij niet zonder hem kan. De muziek werd verzorgd door The Funk Brothers, de vaste studioband van de platenmaatschappij waar Martha & The Vandellas een contract hadden, Motown. Na de succesvolle reeks van vijf hitsingles, zou Holland-Dozier-Holland een tijdje geen singles meer produceren voor de groep, maar kwamen later terug met nummers als "Nowhere to Run" en "I'm Ready for Love". Ondertussen schreven ze ook grote hits voor acts als Marvin Gaye, The Four Tops en The Supremes.
Op "Live Wire" waren voor het eerst Rosalind Ashford samen met Betty Kelly als achtergrondzangeressen te horen. De laatstgenoemde was namelijk de vervangster van Annette Beard, een origineel lid van de groep. Zij had echter Martha & The Vandellas verlaten om een gezin te stichten. Tot 1967 zou Kelly deel van degroep uit blijven maken. Dat jaar verliet ze, door onder andere ruzies met Martha Reeves, de groep en werd vervangen door de zus van de leadzangeres, Lois Reeves genaamd.
De B-kant van "Live Wire" is het nummer "Old Love (Let's Try It Again)". Dit nummer werd twee derde deel van het drietal Holland-Dozier-Holland geschreven, namelijk door Brian Holland en Lamont Dozier. Bij het schrijven kregen ze hulp van Freddie Gorman, lid van The Originals. In tegenstelling tot de A-kant verscheen "Old Love (Let's Try It Again)" wel op een regulier studioalbum. Het kwam op het eerste album van Martha & The Vandellas, genaamd "Come And Get These Memories". Deze versie van het nummer was echter een cover. Het origineel werd uitgebracht door een collega bij Motown van Martha & The Vandellas, Mary Wells. Het was de B-kant van haar top 10-hit "You Beat Me To The Punch".

## Bezetting
- Lead: Martha Reeves
- Achtergrond: Rosalind Ashford en Betty Kelly
- Instrumentatie: The Funk Brothers
- Schrijvers: Holland-Dozier-Holland
- Productie: Brian Holland & Lamont Dozier